# Thonhausen
Thonhausen település Németországban, azon belül Türingiában. Lakosainak száma 501 fő (2023. december 31.).

## Népesség
A település népességének változása:
| Lakosok száma | 546  | 537  | 521  | 509  | 501  |
|               | 2017 | 2019 | 2021 | 2022 | 2023 |